# نزيهة العبيدي
نزيهة العبيدي أو نزيهة الزوابي العبيدي هي سياسية تونسية ووزيرة شؤون المرأة والأسرة والطفولة في حكومة يوسف الشاهد.

## المسيرة
هي متحصّلة على إجازة في التّعليم وأستاذيّة في اللغات الحيّة، أكملت دراستها في جامعة السوربون لتتحصل على ماجستير في التّعليم.

درّست بالمعهد الفرنسي للتعاون من سنة 1995 إلى سنة 1999 وكانت تشغر في الآن نفسه منصب مستشارة جهوية مكلّفة بالتربية والثقافة والتكوين في وزارة التربية.